# Список прем'єр-міністрів Багамських Островів
Прем'єр-міністр Багамських Островів — глава уряду та виконавчої влади на Багамських Островах.

## Список голів уряду Багамських Островів
| Термін                            | Ім'я                             | Партія                           | Примітки                         |
| --------------------------------- | -------------------------------- | -------------------------------- | -------------------------------- |
| 1955 — 7 січня 1964               | Роланд Теодор Симонетт, Прем'єр  | Об'єднана багамська партія       |                                  |
| 7 січня 1964 — 16 січня 1967      | Роланд Теодор Симонетт, Прем'єр  | Об'єднана багамська партія       | прізвисько: Піп Симонетт         |
| 16 січня 1967 — 1969              | Лінден Піндлінг, Прем'єр         | Прогресивна ліберальна партія    |                                  |
| Співдружність Багамських Островів |                                  |                                  |                                  |
| 1969 — 10 липня 1973              | Лінден Піндлінг, Прем'єр-міністр | Прогресивна ліберальна партія    |                                  |
| 10 липня 1973                     | Незалежність Багамських Островів | Незалежність Багамських Островів | Незалежність Багамських Островів |
| 10 липня 1973 — 21 серпня 1992    | Лінден Піндлінг, Прем'єр-міністр | Прогресивна ліберальна партія    |                                  |
| 21 серпня 1992 — 3 травня 2002    | Г'юберт Інгрем, Прем'єр-міністр  | Вільний національний рух         |                                  |
| 3 травня 2002 — 4 травня 2007     | Перрі Крісті, Прем'єр-міністр    | Прогресивна ліберальна партія    |                                  |
| 4 травня 2007 — 8 травня 2012     | Г'юберт Інгрем, Прем'єр-міністр  | Вільний національний рух         |                                  |
| 8 травня 2012 — 11 травня 2017    | Перрі Крісті, Прем'єр-міністр    | Прогресивна ліберальна партія    |                                  |
| 11 травня 2017 - 17 вересня 2021  | Г'юберт Мінніс, Прем'єр-міністр  | Вільний національний рух         |                                  |
| 17 вересня 2021 - і нині          | Філіп Девіс                      | Прогресивна ліберальна партія    |                                  |